# Бахрих, Эрнст
Эрнст Эмануэль Бахрих (нем. Ernst Emanuel Bachrich; 30 мая 1892, Вена — 11 июля 1942, Майданек) — австрийский композитор, пианист и дирижёр еврейского происхождения.

## Биография
Изучал право в Венском университете (1911—1915), занимался также музыковедением у Гвидо Адлера и Вильгельма Фишера. Учился музыке под руководством Карла Лафита и Карла Прохазки. В 1916—1917 гг. брал частные уроки у Арнольда Шёнберга, затем на протяжении года занимался в его композиторском семинаре.
Дебютировал как пианист в 1914 году. В 1920—1921 гг. участвовал как аккомпаниатор в премьерах шёнберговских Двух баллад Op. 12 (с Ольгой Бауэр-Пилецкой) и Двух песен Op. 14 (с Эрикой Штидри-Вагнер). Запланированная в 1920 г. премьера выполненного Альбаном Бергом переложения Камерной симфонии Шёнберга в концерте, приуроченном к визиту в Вену Мориса Равеля (должны были играть Бахрих и Рудольф Серкин), не состоялась по решению Берга. В 1924 г. по просьбе Берга сыграл дирижёру Эриху Кляйберу, посетившему Вену, клавир оперы «Воццек», благодаря чему Кляйбер принял решение об организации её премьеры в Берлине. В 1928 г. выступил с сонатой Берга по радио Би-Би-Си.
В 1920—1925 гг. работал дирижёром в Венской народной опере. В 1928—1929 гг. капельмейстер Дюссельдорфского городского театра, в 1930—1932 гг. дирижёр городского театра в Дуйсбурге. Затем вернулся в Вену, в 1936 г. вместе с Фридрихом Вильдгансом и Марселем Рубином провёл в австрийской столице серию концертов «Музыка настоящего».
Автор камерных и фортепианных пьес, песен.
15 мая 1942 года арестован и депортирован в лагерь уничтожения Майданек, где и погиб.